# Ponera japonica
Ponera japonica is een mierensoort uit de onderfamilie van de Ponerinae. De wetenschappelijke naam van de soort is voor het eerst geldig gepubliceerd in 1906 door Wheeler, W.M..